# Toni Gobbi
Toni Gobbi (Pavia, 18 giugno 1914 – Sassopiatto, 18 marzo 1970) è stato un alpinista, scialpinista e imprenditore italiano.

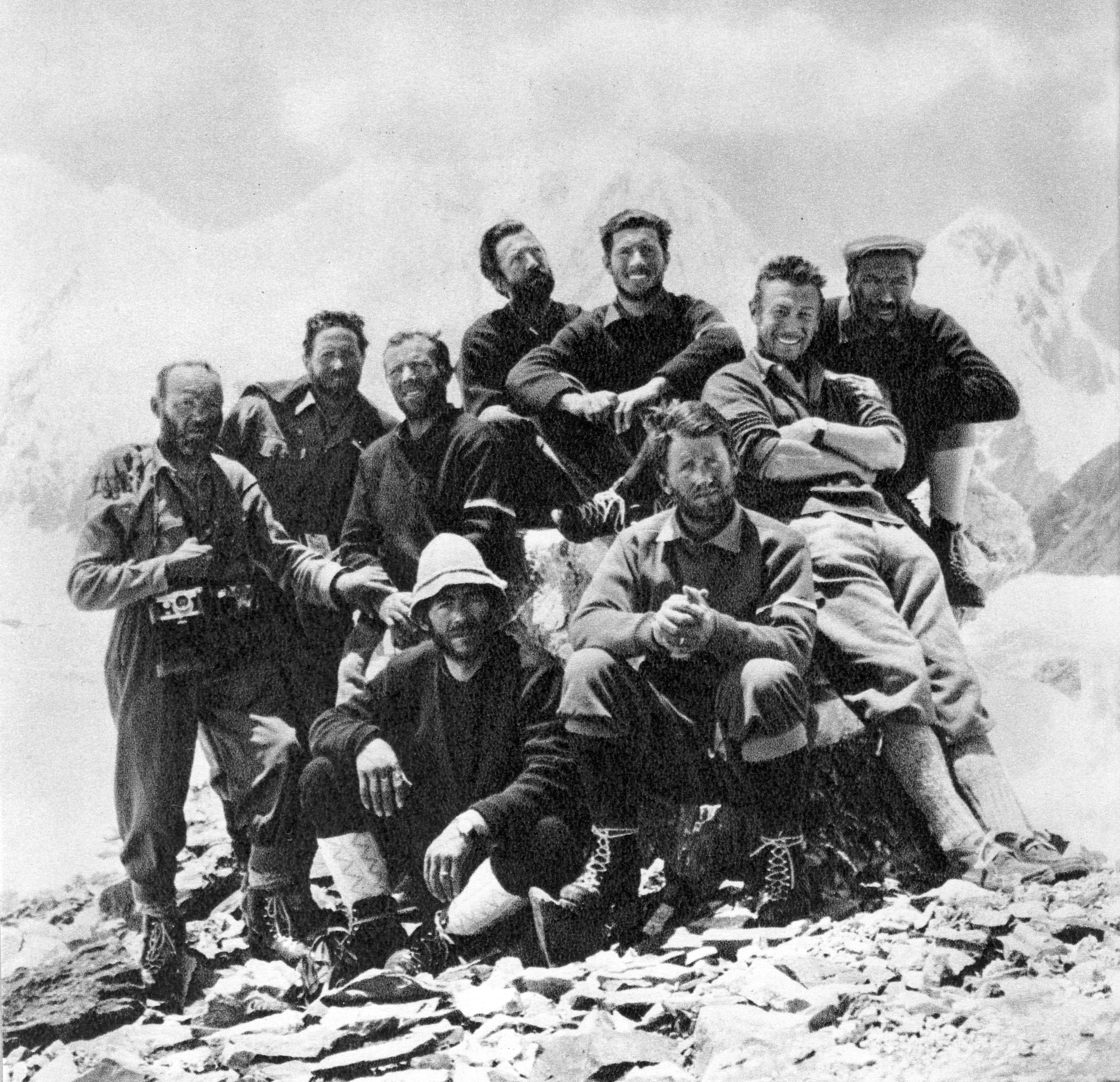
I componenti della spedizione italiana al Gasherbrum IV del 1958, da sinistra: Riccardo Cassin; Capt. A.K. Dar; Giuseppe Oberto, Donato Zeni, Walter Bonatti, Fosco Maraini, Toni Gobbi; prima fila: Giuseppe de Francesch, Carlo Mauri.

È stato un imprenditore innovativo nell'organizzazione dell’attività di guida alpina, in particolare in ambiente invernale e con gli sci, ideando itinerari di grande impegno ma, grazie ad un’accurata gestione, fattibili anche per i meno esperti.

## Biografia
Nato a Pavia nel 1914, Antonio Gobbi studiò Giurisprudenza a Padova laureandosi nel 1940 e esercitò la professione di avvocato nello studio del padre a Vicenza. In questi anni si avvicinò all’alpinismo e allo sci tramite l’associazione Giovane Montagna, sezione di Vicenza, della quale poi fu anche presidente.
Nel 1939 entrò a Bassano alla Scuola allievi ufficiali alpini,  poi andò ad Aosta alla Scuola Militare Alpina come tenente istruttore di alpinismo. L’8 settembre del 1943 decise di rimanere a Courmayeur anche perché nel frattempo aveva conosciuto Romilda Bertholier, figlia dei gestori del Rifugio Pavillon, che sposò  lo stesso anno. Divenne portatore nel 1943 e guida alpina nel 1946, maestro di sci nel 1948 e lo stesso anno Istruttore Nazionale di Alpinismo. Ebbe due figli, Gioachino nel 1945 e Barbara nel 1949. Nel 1948 aprì a Courmayeur un negozio di articoli sportivi per alpinisti e sciatori con annessa libreria dedicata alla letteratura di montagna, la Libreria delle Alpi. Si impegnò nel giornalismo e nel 1950 vinse il Premio Saint-Vincent per il giornalismo.
Muore il 18 marzo 1970 dopo un’ascesa sul Sassopiatto scivolando in cordata con alcuni clienti a causa del distacco di una piccola placca di ghiaccio.

## Attività alpinistica
Fece una prima sulla parete est del Soglio Rosso nel gruppo del Pasubio, nel 1940 una via nuova sulle Cinque dita del Sassolungo, Le sue più importanti realizzazioni nell’attività alpinistica furono le tre salite invernali alla cresta sud dell’Aiguille Noire de Peuterey nel 1949, la cresta des Hirondelles alle Grandes Jorasses nel 1948, la via Major sulla parete della Brenva nel 1953,  la prima salita del Grand Pillier d’Angle al Monte Bianco con Walter Bonatti nel 1957. Nel 1957 quale membro dirigente nella Spedizione Italiana alle Ande Patagoniche di Guido Monzino salì in prima assoluta, con Bich e Camillo Pellissier, il Paine Principal. Nel 1958 fu vicecapo di Riccardo Cassin nella Spedizione Nazionale del CAI al Gasherbrum IV in Karakorum, al fianco di Fosco Maraini, Walter Bonatti e Carlo Mauri.
Dal 1948 fu membro del Groupe de haute montagne, noto come GHM, francese, corrispondente all’italiano CAAI. Dal 1965 membro dell’Alpine Club di Londra. Fu Presidente del Comitato Valdostano Guide dal 1957 al 1966, poi Presidente Nazionale del Consorzio nazionale Guide e Portatori del CAI. Infine vicepresidente dell’Union Internationale des Associations de Guides de Montagnes.
Riuscì a ottenere che il CAI istituisse la qualifica di Guida-Sciatore, sicuro che con lo scialpinismo si potesse estendere la stagione della guida alpina nel corso dell’anno e si potesse prolungare la capacità lavorativa di guida fino ad un’età più avanzata. Fu il primo a immaginare una collaborazione collettiva a livello europeo e poi mondiale fra le Guide, impegno che gli richiese 15 anni di lavoro e che fu coronata con la nascita dell’UIAGM in occasione del centenario della prima salita al Cervino nel 1965.

## Le "Settimane nazionali scialpinistiche di Alta montagna"
Come imprenditore è il primo a creare un catalogo delle ascensioni per i propri clienti, a inventare la scuola di sci, a promuovere a partire dal 1951 le “Settimane nazionali scialpinistiche di Alta montagna”, importando in Italia l’idea delle Haute Route francesi, sulle montagne italiane (Cevedale, Dolomiti, Adamello), europee (Oberland Bernese, Delfinato, Maurienne, Vanoise) e organizzare spedizioni internazionali con gli sci, dall’Elbrus alla Groenlandia (1967), fino all’iraniano Damavend, su cui sarebbe dovuto andare qualche mese dopo la sua morte. Organizzava inoltre corsi di introduzione e di perfezionamento allo scialpinismo, nonché corsi di tecnica di arrampicata su ghiaccio e su misto.
(Umberto Caprara, Ricordo di Toni Gobbi)
Sempre attento alla sicurezza, nel Vº Convegno sci-alpinistico svoltosi a Vicenza il 9 e 10 ottobre 1965, fece approvare un "Decalogo dello sciatore-alpinista di alta montagna", ispirato a criteri di grande prudenza.
Nel 1967 la Fratelli Fabbri Editori pubblicò “L’enciclopedia dello sciatore” in cinque volumi, a Toni Gobbi fu chiesto di occuparsi della parte relativa allo scialpinismo.
Muore nel 1970, travolto da una valanga lungo il versante Sud Ovest del Sassopiatto, assieme a altre tre persone.